# أليكس شالك
أليكس شالك (بالهولندية: Alex Schalk)‏ (7 أغسطس 1992 ببريدا في هولندا - ) هو لاعب كرة قدم هولندي في مركز الهجوم. شارك مع منتخب هولندا تحت 21 سنة لكرة القدم. أما مع النوادي، فقد لعب مع غو أهد إيغلز ونادي آيندهوفن ونادي روس كاونتي وناك بريدا وJong PSV ‏.

## وصلات خارجية
- أليكس شالك على موقع رابطة كرة القدم اليابانية للمحترفين (اليابانية)
- أليكس شالك على موقع قاعدة بيانات كرة القدم.إي يو (الإنجليزية)
- أليكس شالك على موقع Soccerway.com (الإنجليزية)
- أليكس شالك على موقع عالم كرة القدم.نت (الإنجليزية)